# 高朗亭
高朗亭（1912年—1994年），中国人民解放军将领、中国人民解放军开国少将。
曾任青海军区司令员。1955年，授予中国人民解放军少将。